# Єші Ґ'ялцен
Єші Ґ'ялцен (англ. Yeshey Gyeltshen, нар. 11 лютого 1983) — бутанський футболіст, нападник клубу «Друк Старз».
Виступав також за клуб «Друк Пол», а також національну збірну Бутану.

## Клубна кар'єра
У дорослому футболі дебютував 2004 року виступами за команду клубу «Друк Пол», в якій провів три сезони. 
До складу клубу «Друк Старз» приєднався 2007 року. 

## Виступи за збірну
2005 року дебютував в офіційних матчах у складі національної збірної Бутану.